# Coopers Lagoon/Muriwai
Die Coopers Lagoon/Muriwai ist eine Lagune im Selwyn District der Region Canterbury auf der Südinsel von Neuseeland.

## Geographie
Die Coopers Lagoon/Muriwai ist Teil eines mehr als doppelt so großen Feuchtgebietes an der Küste, gut 5 km westlich vom Lake Ellesmere / Te Waihora entfernt. Die Lagune umfasst eine Fläche von rund 35,4 Hektar. In einer Quelle vom 1998 ist eine Größe von 45 Hektar zu finden, doch unterliegt das Gewässer ständigen Veränderungen, sodass die Größe von rund 35,4 Hektar für das Jahr 2022 anzunehmen ist. Die Länge der Lagune beträgt rund 930 m in Südsüdwest-Nordnordost-Richtung und die maximale Breite rund 835 m in Ost-West-Richtung. Das gesamte Feuchtgebiet, in dem sich die Lagune befindet, umfasst eine ungefähre Fläche von 94 Hektar, inklusive des Gewässers.
Die mittlere Tiefe des Gewässers wird von Jellyman und Beentjes zwischen 0,6 m bis 0,8 m angegeben und die maximale Tiefe im Bereich des zentralen Abflusses mit 1,5 m bis 2,0 m.
Während die Lagune die Wässer von Norden bis Westen her einsammelt, entwässert ein schmaler Abfluss an der Ostseite der Lagune das Gewässers über einen rund 1,34 km langen Bach zur Küste zum Pazifischen Ozean hin.